# Olympische Sommerspiele 1932/Teilnehmer (China)
| Gelbes Symbol für Goldmedaillen mit stilisierten Olympischen Ringen | Graues Symbol für Silbermedaillen mit stilisierten Olympischen Ringen | Braundes Symbol für Bronzemedaillen mit stilisierten Olympischen Ringen |
| ------------------------------------------------------------------- | --------------------------------------------------------------------- | ----------------------------------------------------------------------- |
| —                                                                   | —                                                                     | —                                                                       |

Die Republik China nahm erstmals im Jahr 1932 an den Olympischen Sommerspielen 1932 in Los Angeles mit einem Sportler teil. Er nahm an zwei Laufdisziplinen teil.
Das Nationale Chinesische Olympische Komitee, 1922 als NOK anerkannt (nach anderer Quelle erst 1931 als NOK anerkannt), hatte sich im Jahr 1921 als Nationale Amateur-Athletik-Föderation gegründet und wurde zur Teilnahme an den Welt-Wettkämpfen 1932 eingeladen. Der Vorsitzende des Chinesischen NOK, C. Wang (auch Wang Zhenting), nach dem Japaner Kanō Jigorō als zweites asiatisches Mitglied in das IOC berufen, war in Los Angeles persönlich anwesend. Insgesamt konnten die Zuschauer sechs Personen beim Einmarsch der Nationen zur Eröffnungsfeier sehen, einschließlich des Fahnenträgers.

## Der chinesische Teilnehmer

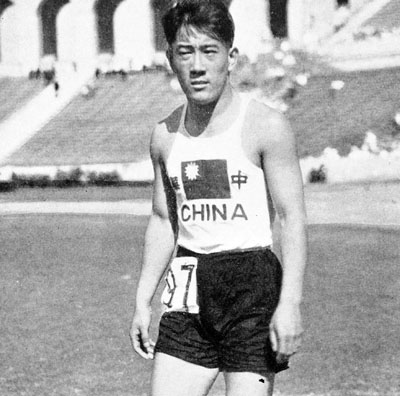
Liu Changchun

Liu Changchun, als „Chinas einziger Sohn“ bezeichnet, trat im 100- und im 200-Meter-Lauf an. Im 100-Meter-Wettbewerb beteiligten sich 32 Läufer, Liu schaffte es mit einer Zeit von 11,5 s nicht in das Halbfinale, er war in seiner Startergruppe im zweiten Vorlauf Vierter und schied aus.
Zum 200-Meter-Wettbewerb starteten 25 Läufer, es gab sieben Vorläufe, aus denen jeweils drei Sportler weiterkamen. Liu trat in einer Fünfergruppe im zweiten Vorlauf an, neben ihm starteten der Amerikaner George Simpson, der Engländer Ernest Page, der Tschechoslowake Andrej Engl und der Indier Bunoo Sutton. Hier wurde er Vierter und schied ebenfalls aus. Dabei hielt er über eine Strecke von 170 Meter den Anschluss, erst danach fiel er zurück. Der Sieger in diesem Vorlauf, der US-Amerikaner Ralph Metcalfe, gewann schließlich die Bronzemedaille in dieser Disziplin.